# Tegastes calcaratus
Tegastes calcaratus is een eenoogkreeftjessoort uit de familie van de Tegastidae. De wetenschappelijke naam van de soort is voor het eerst geldig gepubliceerd in 1910 door Sars G.O..